# Podział administracyjny Gwinei
Gwinea ma trójstopniowy system administracji terytorialnej. Jego najwyższy stopień stanowi 8 regionów, które dzielą się na łącznie 33 prefektury. Najniższym szczeblem są gminy. Stolica kraju, Konakry, stanowi tzw. strefę specjalną, łączącą uprawnienia regionu i prefektury. 

## Regiony
Regiony czerpią swe nazwy od swoich stolic. Są to:
1. Boké
2. Faranah
3. Kankan
4. Kindia
5. Konakry
6. Labé
7. Mamou
8. Nzérékoré.